# Стеблівська селищна територіальна громада
Стеблівська селищна об'єднана територіальна громада — об'єднана територіальна громада в Україні, в Корсунь-Шевченківському районі Черкаської області. Адміністративний центр — селище Стеблів.
Площа громади — 225,39 км², населення — 6797 мешканців (2018).
Утворена 19 вересня 2016 року шляхом об'єднання Стеблівської селищної ради і Дацьківської, Комарівської, Сидорівської, Шендерівської сільських рад Корсунь-Шевченківського району.
Згідно з розпорядженням Кабінету Міністрів України від 12.06.2020 № 728-р до складу громади була включена Зарічанська сільська рада Корсунь-Шевченківського району.

## Населені пункти
У складі громади 2 селища (Стеблів, Хлерівка) і 14 сіл: Гута-Стеблівська, Дацьки, Заріччя, Комарівка, Миколаївка, Нова Буда, Переможинці, Прутильці, Сидорівка, Склименці, Скрипчинці, Хильки, Шендерівка та Яблунівка.